# Alex Dyer
Alex James Dyer, född 11 juni 1990 i Täby, är en montserratiansk fotbollsspelare som spelar för Wealdstone i National League.

## Biografi
Dyer är född i Täby och har en svensk mor. Kort efter födseln flyttade familjen till London.

## Klubbkarriär
Dyer representerade Northampton Town som akademispelare och skrev på sitt första professionella kontrakt med klubben under 2007. Han stannade i Northampton fram till 2010, då han flyttade till Wealdstone i Isthmian League Premier Division. Dyer spelade 117 matcher och gjorde 32 mål för klubben fram till våren 2013. Under hösten 2013 spelade han för Welling United.
I december 2013 värvades Dyer av Östersunds FK. Han debuterade i Superettan den 6 april 2014 i en 1–0-förlust mot Ljungskile SK. Dyer gjorde allsvensk debut den 4 april 2016 mot Hammarby IF (1–1).
I november 2016 värvades Dyer av IF Elfsborg, där han skrev på ett treårskontrakt. I mars 2019 lånades Dyer ut till norska Lillestrøm på ett låneavtal fram till den 1 augusti 2019. Efter säsongen 2019 lämnade Dyer Elfsborg i samband med att hans kontrakt gick ut.
Efter ett par månader i Al Tadhamon så skrev Dyer på för National League-nykomlingen Wealdstone i oktober 2020.

## Landslagskarriär
Dyer blev tillgänglig för spel i Montserrats landslag då hans farföräldrar kommer därifrån. Han debuterade för Montserrat den 15 juni 2011 i en 5–2-förlust mot Belize.